# NGC 7058
NGC 7058 ist ein offener Sternhaufen oder Asterismus im Sternbild Schwan am Nordsternhimmel.
Entdeckt wurde das Objekt am 8. September 1829 von John Herschel.